# Mosteiro do Couto

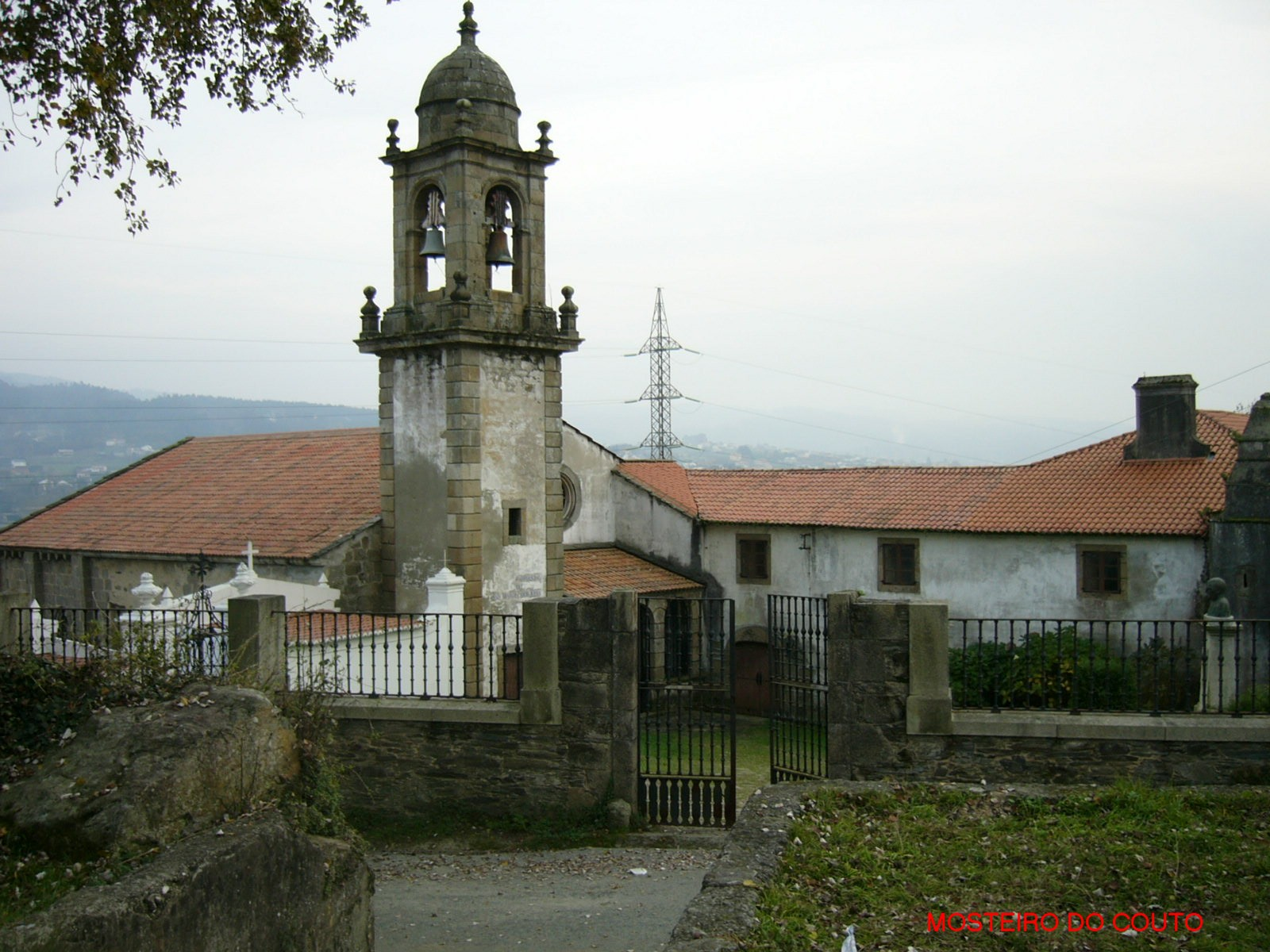
Mosteiro de San Martiño de Xubia, ou do Couto

O Mosteiro do Couto, também conhecido por Mosteiro de São Martinho de Xubia, está situado na paróquia do mesmo nome, no bairro do Couto, no concelho de Narón. O edifício atual foi construído a começos do século XII em estilo românico.
O primeiro documento da Coleção Diplomática do mosteiro, datado a 15 de maio de 977, descreve uma doação feita por parte duma nobre de Trasancos chamada Visclávara Vistráriz e seu marido a dito mosteiro. Neste documento já se assinala que este recinto religioso era "de sempre conhecido".